# جیم مک‌درمات
جیم مک‌درمات (به انگلیسی: Jim McDermott) نمایندهٔ حوزه انتخابیه هفتم واشینگتن از حزب دموکرات ایالات متحده آمریکا در مجلس نمایندگان ایالات متحده آمریکا است که برای نخستین‌بار در ۵ ژانویه ۱۹۸۹ میلادی به‌عضویت این مجلس درآمد.